# Gare de Durtol - Nohanent
Gare de Durtol - Nohanent vasútállomás Franciaországban, Durtol településen.

## Vasútvonalak
Az állomást az alábbi vasútvonalak érintik:
- d'Eygurande - Merlines–Clermont-Ferrand-vasútvonal

## Kapcsolódó állomások
A vasútállomáshoz az alábbi állomások vannak a legközelebb:
- Gare de Volvic
- Gare de Royat - Chamalières